# Europaspiele 2019/Karate
Bei den Europaspielen 2019 in Minsk wurden am 29. und 30. Juni 2019 insgesamt zwölf Wettbewerbe im Karate ausgetragen (je sechs für Frauen und Männer). Davon entfielen je zwei auf Kata (stilisierte Kämpfe).

## Bilanz

### Medaillenspiegel
| Platz | Land          | Gold | Silber | Bronze | Gesamt |
| ----- | ------------- | ---- | ------ | ------ | ------ |
| 01    | Spanien       | 3    | —      | —      | 3      |
| 02    | Italien       | 2    | 1      | 3      | 6      |
| 03    | Ukraine       | 2    | 1      | 2      | 5      |
| 04    | Aserbaidschan | 1    | 3      | 1      | 5      |
| 05    | Kroatien      | 1    | 1      | —      | 2      |
| 06    | Bulgarien     | 1    | —      | —      | 1      |
| 06    | Lettland      | 1    | —      | —      | 1      |
| 06    | Österreich    | 1    | —      | —      | 1      |
| 09    | Türkei        | —    | 4      | 2      | 6      |
| 10    | Montenegro    | —    | 1      | —      | 1      |
| 10    | Slowenien     | —    | 1      | —      | 1      |
| 12    | Deutschland   | —    | —      | 2      | 2      |
| 12    | Frankreich    | —    | —      | 2      | 2      |
| 12    | Ungarn        | —    | —      | 2      | 2      |
| 12    | Belarus       | —    | —      | 2      | 2      |
| 16    | Estland       | —    | —      | 1      | 1      |
| 16    | Finnland      | —    | —      | 1      | 1      |
| 16    | Georgien      | —    | —      | 1      | 1      |
| 16    | Griechenland  | —    | —      | 1      | 1      |
| 16    | Luxemburg     | —    | —      | 1      | 1      |
| 16    | Portugal      | —    | —      | 1      | 1      |
| 16    | Russland      | —    | —      | 1      | 1      |
| 16    | Schweiz       | —    | —      | 1      | 1      |

### Medaillengewinner
Männer
| Disziplin         | Gold             | Silber              | Bronze                               |
| ----------------- | ---------------- | ------------------- | ------------------------------------ |
| Kumite bis 60 kg  | Kalvis Kalniņš   | Firdovsi Fərzəliyev | Jewgeni Plachutin Angelo Crescenzo   |
| Kumite bis 67 kg  | Luca Maresca     | Mario Hodžić        | Arzjom Krautsou Yves Martial Tadissi |
| Kumite bis 75 kg  | Stanislaw Horuna | Rəfael Ağayev       | Gábor Hárspataki Pavel Artamonov     |
| Kumite bis 84 kg  | Ivan Kvesić      | Uğur Aktaş          | Michele Martina Walerij Tschobotar   |
| Kumite über 84 kg | Aisman Qurbanlı  | Anđelo Kvesić       | Jonathan Horne Goguita Arkania       |
| Kata              | Damián Quintero  | Ali Sofuoğlu        | Roman Heydərov Mattia Busato         |

Frauen
| Disziplin         | Gold            | Silber              | Bronze                                 |
| ----------------- | --------------- | ------------------- | -------------------------------------- |
| Kumite bis 50 kg  | Bettina Plank   | Serap Özçelik       | Mariya Koulinkovitch Sophia Bouderbane |
| Kumite bis 55 kg  | Iwet Goranowa   | Anschelika Terljuha | Jana Bitsch Jennifer Warling           |
| Kumite bis 61 kg  | Anita Serjohina | Tjaša Ristić        | Merve Çoban Gwendoline Philippe        |
| Kumite bis 68 kg  | Silvia Semeraro | Irina Zaretska      | Halyna Melnyk Elena Quirici            |
| Kumite über 68 kg | Laura Palacio   | Meltem Hocaoğlu     | Titta Keinänen Eleni Chatziliadou      |
| Kata              | Sandra Sánchez  | Viviana Bottaro     | Patrícia Esparteiro Dilara Eltemur     |